# Truncattus flavus
Espèce
Truncattus flavus est une espèce d'araignées aranéomorphes de la famille des Salticidae.

## Distribution
Cette espèce est endémique de la province de La Vega en République dominicaine,.

## Description
La carapace du mâle holotype mesure 1,3 mm de long et l'abdomen 1,4 mm et la carapace de la femelle paratype mesure 1,1 mm de long et l'abdomen 1,7 mm.

## Publication originale
- Zhang & Maddison, 2012 : New euophryine jumping spiders from the Dominican Republic and Puerto Rico (Araneae: Salticidae: Euophryinae). Zootaxa, no 3476, p. 1-54.